# Denishawn School
La Denishawn School of Dancing and Related Arts est une école de danse fondée en 1915 à Los Angeles par Ruth Saint Denis et Ted Shawn.

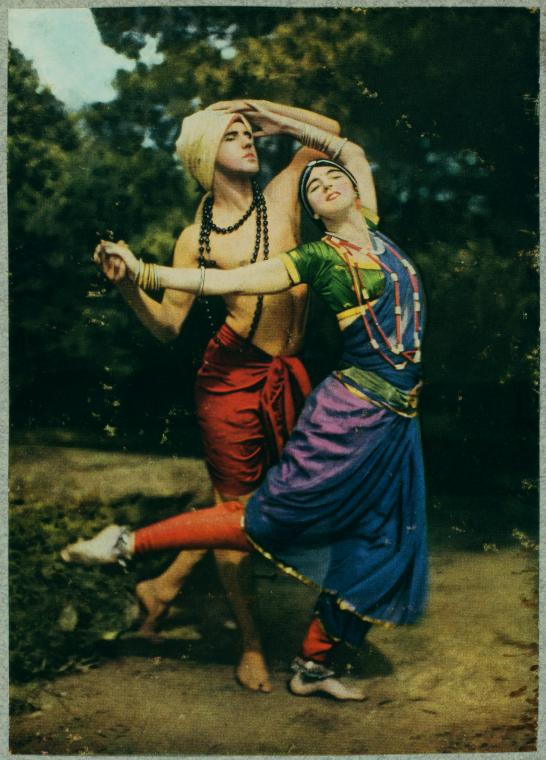
Ted Shaw et Ruth Saint Denis

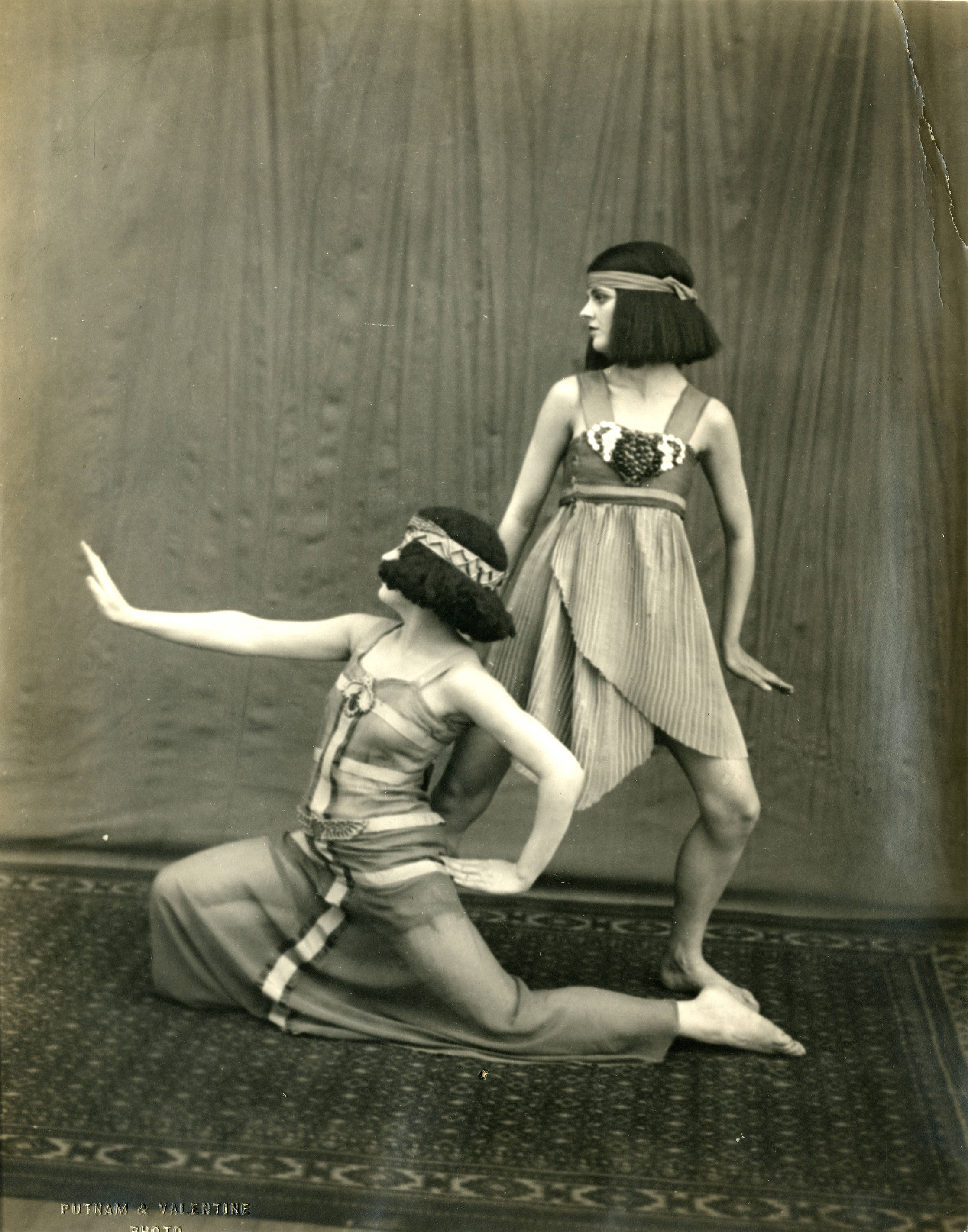
Denishawn Dansers

Ses fondateurs y appliquent les propositions de François Delsarte, pédagogue français du XIXe siècle pour qui le geste est le langage de l'âme, et s'inspirent également de la danse orientale. On y enseigne les styles et les techniques de danse que les deux fondateurs ont développés, on y donne un cours de ballet classique pratiqué pieds nus et on prépare également les spectacles présentés par les Denishawn Danser. On y enseigne également des matières telle que l'anatomie, ou la musique, l'objectif n'étant pas la seule formation corporelle du danseur mais aussi le développement de sa personnalité et de sa sensibilité. Au cours des seize années de son existence, la Denishawn School forme une nouvelle génération de danseurs et de chorégraphes qui seront les pionniers de la danse moderne, comme Martha Graham, Doris Humphrey, Louis Horst et Charles Weidman,,.
En 1931, la séparation du couple Shawn-Saint Denis met fin aux activités de la Denishawn.